# 3106 Morabito
3106 Morabito (1981 EE) là một tiểu hành tinh vành đai chính được Edward L. G. Bowell phát hiện vào ngày 9 tháng 3 năm 1981 tại Flagstaff, Arizona. Tiểu hành tinh này được đặt theo tên của Linda A. Morabito.